# استان الشتین
استان اُلشتین (به لهستانی: województwo olsztyńskie) یکی از استان‌های ۱۶ گانه لهستان در شمال آن واقع شده بود و مرکز آن شهر اوپوله بود که اکنون به استان تازه تأسیس وارمی-ماسوری ملحق شده‌است

1946

1950-1975